# Norea Sjöquist
Norea Josephine Eleleth Sjöquist, född 6 april 1992, är en svensk röstskådespelare.
Hon började dubba film som sexåring och är dotter till röstskådespelaren Peter Sjöquist och syster till röstskådespelaren Simon Sjöquist.

## Filmografi i urval
- Kikis expressbud
- Dagispapporna
- Katten
- Spy Kids 3-D: Game Over
- Fem barn och ett sandtroll
- Harry Potter och den flammande bägaren
- Harry Potter och Fenixorden
- Polarexpressen
- Sanningen om Rödluvan
- Ice Age 2
- På andra sidan häcken
- High School Musical 3: Sista året
- Speed Racer
- Alvin och gänget 2
- Till vildingarnas land
- Äpplet och masken
- Sammys äventyr - den hemliga vägen
- Marmaduke
- Draktränaren
- Smurfarna: Den försvunna byn
- Hi Hi Puffy AmiYumi
- Monster High: Filmen